# Alfonso Armada
Alfonso Armada y Comyn (Madrid; 12 de febrero de 1920-Madrid; 1 de diciembre de 2013), X marqués de Santa Cruz de Rivadulla, fue un exmilitar español que alcanzó notoriedad por su participación en el intento de golpe de Estado del 23 de febrero de 1981.

## Primeros años
Nació en el seno de una familia de tradición militar, aristocrática y con profundas convicciones religiosas tanto por vía paterna como materna. Era hijo de Luis Gonzaga Armada de los Ríos-Enríquez, general de división, y de María del Rosario Comyn y Allendesalazar, hija de Antonio Luis Comyn y Crooke, abogado y Gentilhombre de Cámara del rey Alfonso XIII. Su madrina de bautismo fue la reina regente María Cristina de Habsburgo-Lorena, madre de Alfonso XIII. Su padre se encontraba en el Palacio Real el 14 de abril de 1931 día en que se proclamó la Segunda República. Pasó su infancia en Madrid y estudió bachillerato por libre que terminó en 1935.

## Carrera militar
A los dieciséis años de edad se alistó en el Ejército, en el bando sublevado. Durante la Guerra Civil fue destinado a los frentes de Madrid, Andalucía, Guadalajara, Teruel y Valencia. También participó con la División Azul en el sitio de Leningrado.
En 1945, como comandante, fue instructor en varias escuelas militares. Dio clases militares al entonces príncipe Juan Carlos, convirtiéndose en uno de sus mejores amigos y consejeros, y llegó a ser miembro del Estado Mayor Central.
Su concepto de la religiosidad católica, de un corte profundamente conservador, le llevó en los años sesenta a presidir la Cruzada pro Decencia.

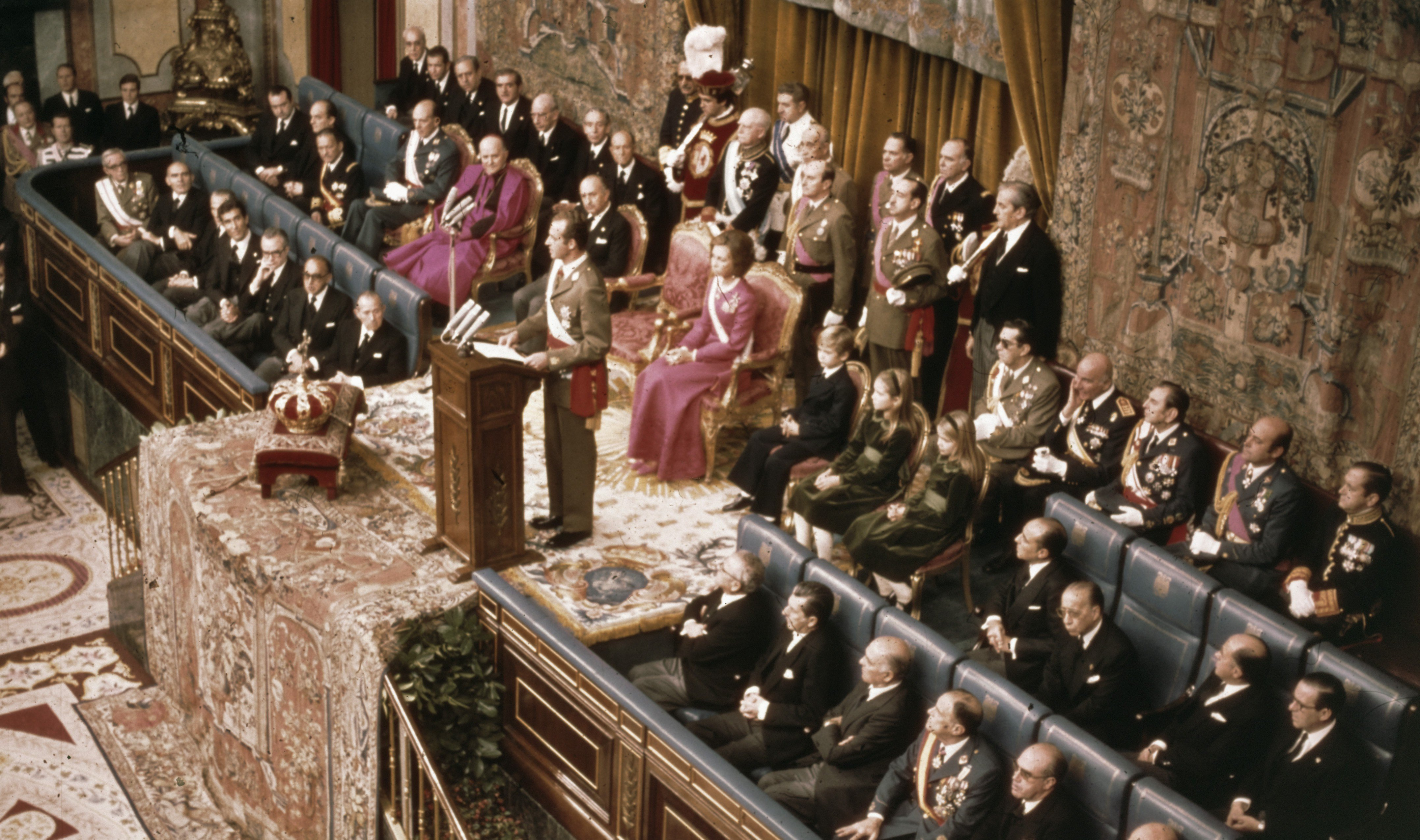
Proclamación de Juan Carlos I como rey de España. Detrás de doña Sofía se encuentra Alfonso Armada (de pie) con la gorra de plato en su brazo izquierdo.

Tuvo una estrecha y larga relación con el rey Juan Carlos, primero desde 1954 como su instructor militar y preceptor, luego, desde 1965 como jefe de la Secretaría del Príncipe y su ayudante personal, y desde noviembre de 1975 como secretario general de la Casa del Rey, hasta después de las elecciones de junio de 1977. Posteriormente continuó viéndose frecuentemente con el rey hasta las vísperas del golpe del 23F. El rey confiaba plenamente en Armada, al contrario que el presidente del Gobierno, Adolfo Suárez, quien recelaba, lo que fue motivo de discusiones entre ambos. El motivo de su relevo fue el hecho de que enviase cartas con el sello de la Casa Real pidiendo el voto para Alianza Popular en las elecciones de 1977. A propuesta suya le sucedió su amigo y protegido Sabino Fernández Campo. De la secretaría del monarca pasó a ser profesor principal de la Escuela Superior del Ejército y, poco antes del golpe de Estado del 23 de febrero de 1981, a la sazón el día 12 del mismo mes y año, Armada asumió el cargo de segundo jefe del Estado Mayor del Ejército.

## Golpe de Estado
Esta trayectoria continuó el 23F, al ser uno de los principales participantes del golpe de Estado.
El periodista Francisco Medina (23-F La verdad, 2006) recoge un testimonio según el cual Armada habría creído que a la muerte de Franco, dada su relación con el rey podía ser presidente del Gobierno («podría ser un nuevo Carrero Blanco del rey, con poderes absolutos» y desde 1975 «comenzó a sentirse de alguna manera como un jefe de Gobierno»).
Una vez perdida esa opción, vio otra oportunidad en un momento en que todos los sectores políticos, sociales y fácticos criticaban muy ferozmente al presidente Adolfo Suárez, quien a pesar de estar muy desprestigiado no daba muestras de abandonar el poder. Hacia principios de 1981, Armada había coordinado y consensuado con los principales partidos políticos y otros poderes fácticos (Iglesia, patronal, ejército) una moción de censura para cesar a Suárez, y presidir él mismo un gobierno «de unidad nacional» con miembros de varios partidos parlamentarios del que formarían parte como vicepresidentes Felipe González y Manuel Fraga. Así lo afirmó el senador Juan de Arespacochaga ('Cartas a unos capitanes', 1994), la periodista Pilar Urbano, y otros cronistas. Pero la repentina dimisión de Suárez al enterarse del plan, frustró su proyecto, no así sus ansias de presidir el gobierno, por lo que improvisó el golpe del 23-F para alcanzar el poder por la «vía De Gaulle».
Se descubrió que estaba implicado cuando se ofreció al jefe del Estado Mayor del Ejército, el general Gabeiras, para ir en persona al Congreso a proponer a Tejero una salida: su ofrecimiento para presidir un gobierno cívico-militar con presencia de líderes políticos.
El golpe comenzó a fallar cuando Tejero usó la violencia y disparó las armas en los momentos iniciales (Armada sabía, y así le había insistido a Tejero, que para tener éxito debía ser una toma «pacífica» sin tiros y sin violencia). Pero gracias a la actitud del vicepresidente del Gobierno el teniente general Manuel Gutiérrez Mellado haciendo frente a Tejero, esté optó por la violencia y armas para imponerse. Posteriormente, cuando Armada acudió al Congreso y le presentó a Tejero su plan de gobierno, este se negó a que hubiese políticos como ministros y no dejó entrar a Armada a exponer su programa ante la Cámara, el golpe dio otro paso más hacia el fracaso.

### Condena
El 22 de abril de 1983, el Tribunal Supremo le impuso una condena de 30 años de cárcel y pérdida de empleo, cumpliendo su pena en la prisión de Alcalá Meco. El 24 de diciembre de 1988, el gobierno de Felipe González lo indultó alegando razones de salud y que el reo acataba la Constitución Española. Desde su salida de prisión vivió en su pazo, en Santa Cruz de Ribadulla (Vedra), en La Coruña. Falleció el 1 de diciembre de 2013 a los 93 años. Los reyes Juan Carlos y Sofía enviaron el pésame a título personal a través de un telegrama.

## Actores que han interpretado su persona
En el telefilme de dos capítulos que TVE hizo sobre el fallido golpe de Estado de 1981, 23-F: el día más difícil del rey, Armada fue interpretado por Juan Luis Galiardo. Asimismo fue interpretado, en 2011, y para la película 23-F: la película, por Juan Diego, siendo éste candidato por este papel a los premios Goya en su XXVI edición.